# 악마는 프라다를 입는다 2
"악마는 프라다를 입는다 2"(영어: The Devil Wears Prada 2)는 2026년 개봉 예정인 미국의 코미디 드라마 영화이다. 2006년 영화 《악마는 프라다를 입는다》의 속편이며, 전편에 이어 데이비드 프랭클이 감독을 맡았다.